# Stefan i Michalina
Stefan i Michalina – źródła wody mineralnej w miejscowości Krościenko nad Dunajcem w województwie małopolskim, w powiecie nowosądeckim. Znajdują się w lesie przy Potoku Zagórskim w Beskidzie Sądeckim.
Lecznicze własności wód „Stefan i Michalina” odkryto w latach 20. XIX wieku. Wykorzystywano je do leczenia chorób głównie układu pokarmowego i oddechowego, wysyłano do wielu szpitali galicyjskich i sprzedawano w aptekach we Lwowie, Warszawie i Wiedniu. Józef Dietl pisał: Szczawnica i Krościenko należą do najsilniejszych szczaw alkalicznych w całej Galicji. Ale w 1883 roku przyjechało tu już tylko 35 kuracjuszy. Nieszczelne ocembrowanie źródeł zanieczyszczała deszczówka. Spowodowało to wstrzymywanie wysyłek wody. Po koniecznych naprawach i interwencjach u władz, znów przez pewien czas prowadzono wysyłkę. Do końca XIX wieku Krościenko nie rozwinęło się jednak jako miejscowość uzdrowiskowa.
Do źródeł można dotrzeć idąc od zbiegu ulicy Polnej, Wojtyły i Jarek w górę na północny wschód. Źródła zagospodarował Hieronim Dziewolski, który wybudował tu pijalnię wód mineralnych, w której dziewczyny w regionalnych strojach nalewały kuracjuszom wodę, a w lecie trzy razy w tygodniu przygrywała orkiestra. Otoczenie źródeł było wówczas bezleśne, z rzadka tylko obsadzone modrzewiami. Droga do pijalni była przed II wojną światową popularnym deptakiem i aleją obsadzoną lipami. Do dzisiaj przetrwało jeszcze kilkanaście tych lip i są pomnikami przyrody.

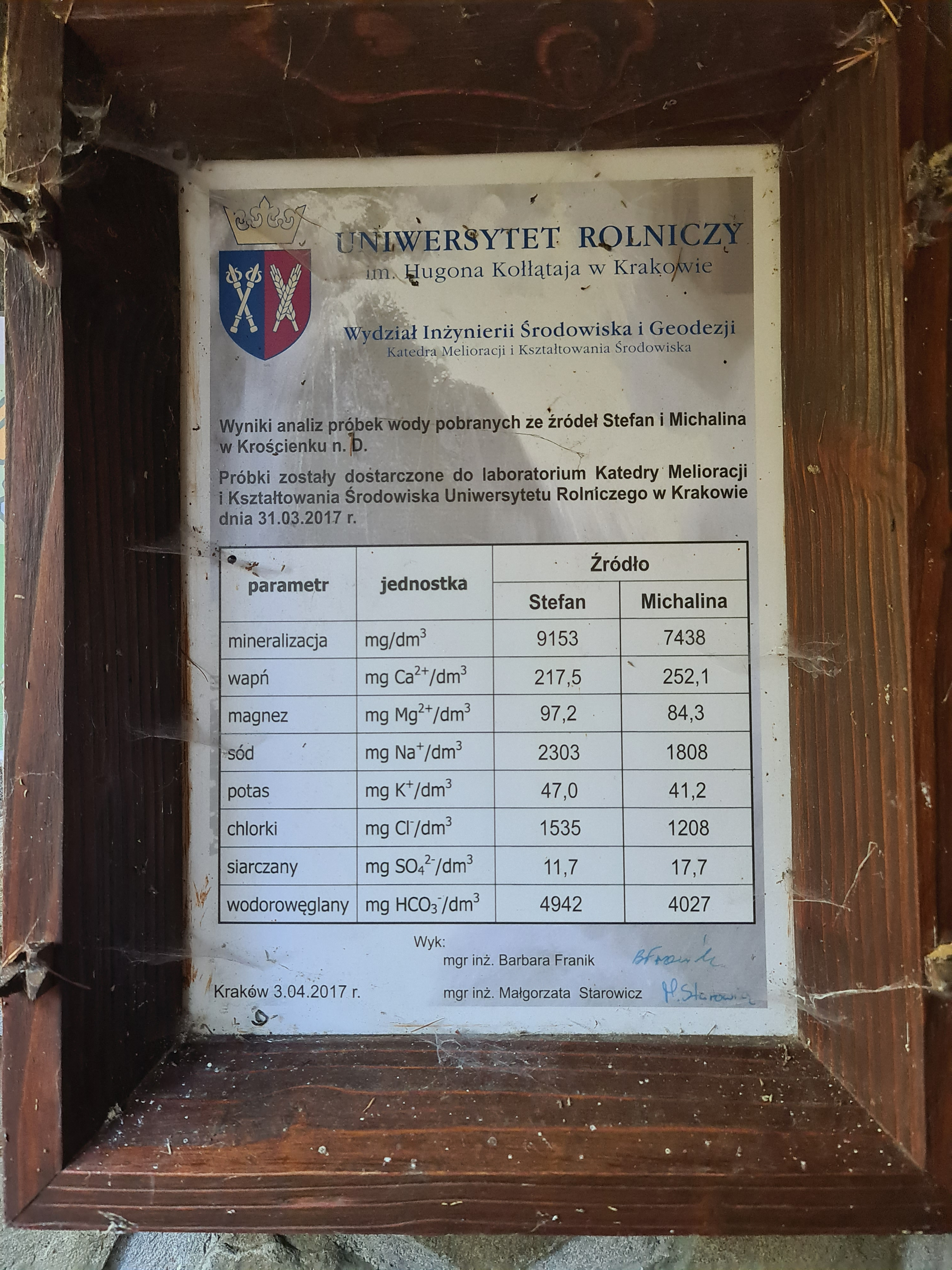
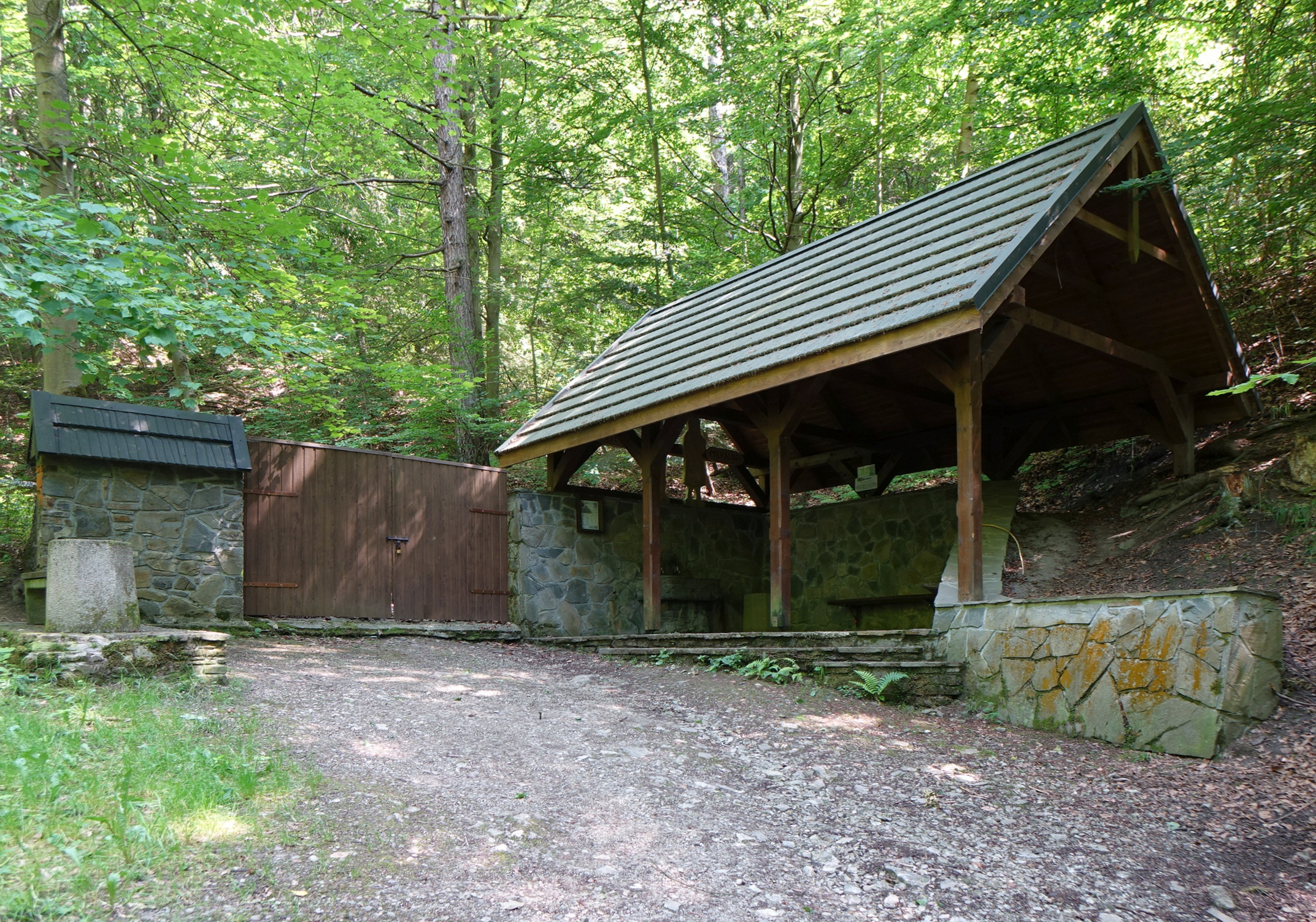
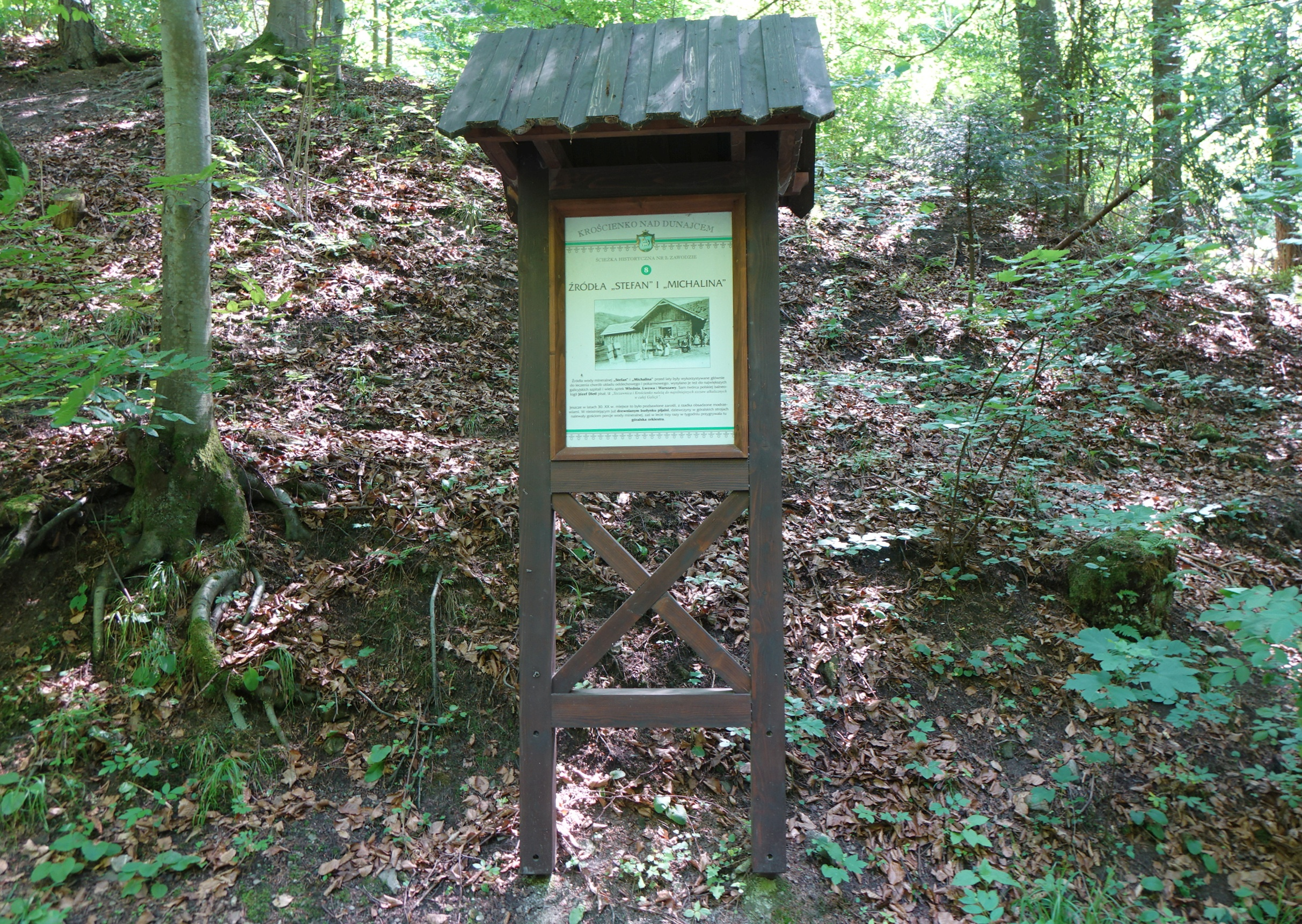
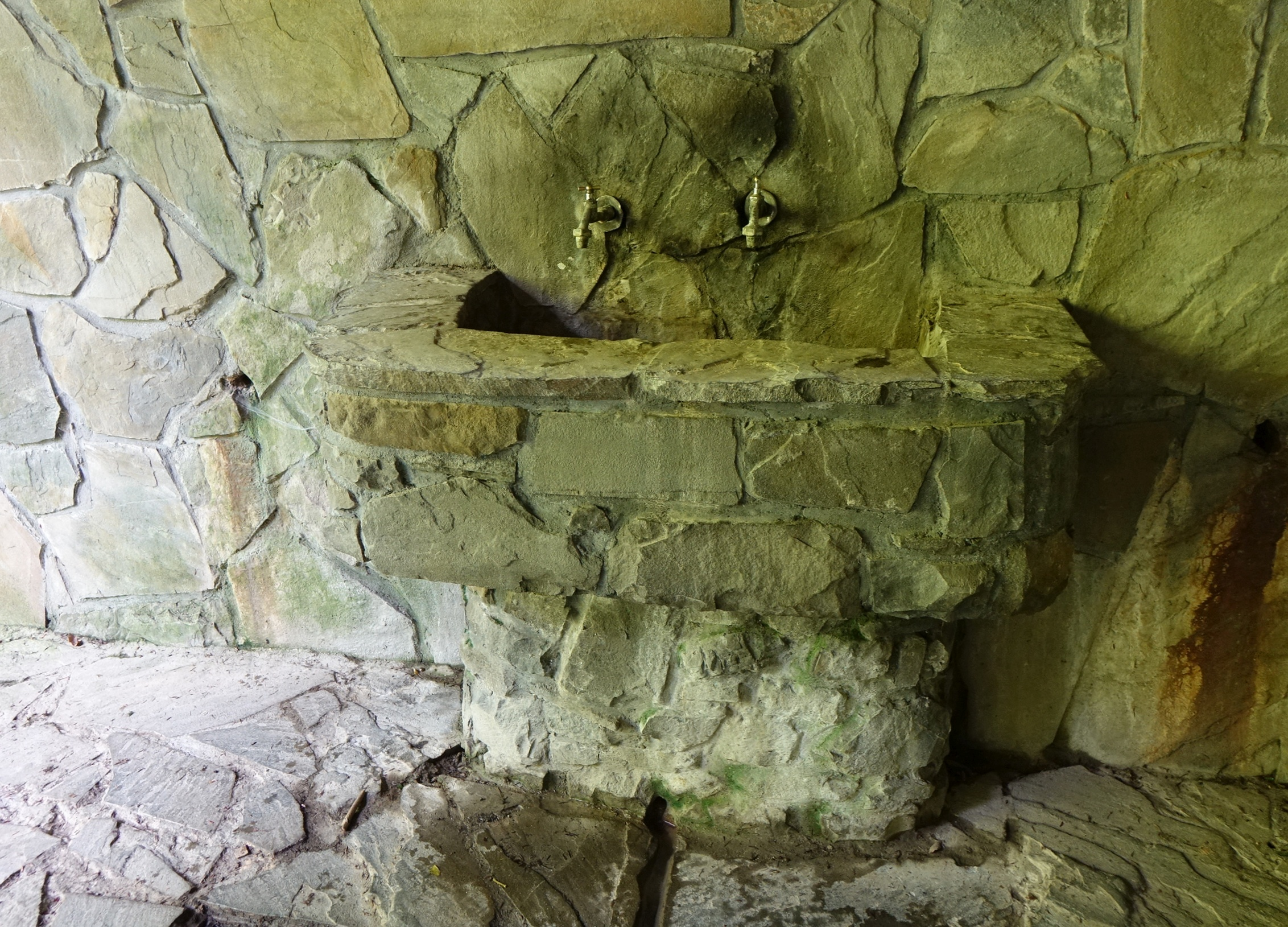
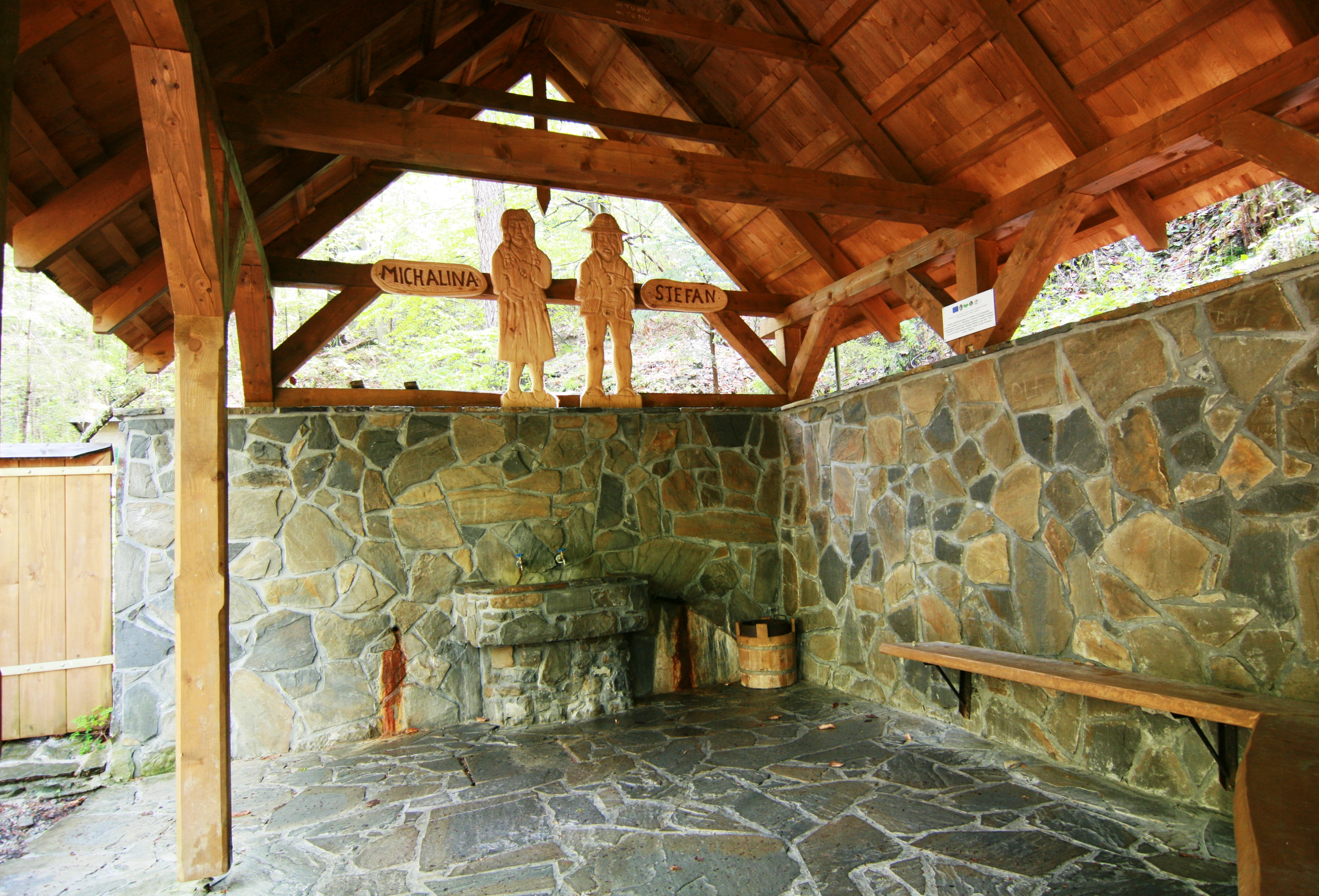

W Krościenku nad Dunajcem są jeszcze dwa inne źródła wód mineralnych udostępnione dla turystów: Maria i Zdrój Ziemroźka.